# Хаусман, Ханс
Ханс Хайнрих Хаусман (нем. Hans Heinrich Haußmann; 30 марта 1900, Гейдельберг — 1 сентября 1972, Гейдельберг, Баден-Вюртемберг) — немецкий хоккеист на траве, защитник. Бронзовый призёр летних Олимпийских игр 1928 года.

## Биография
Ханс Хаусман родился 30 марта 1900 года в немецком городе Гейдельберг.
Играл в хоккей на траве за «Гейдельберг».
В 1928 году вошёл в состав сборной Германии по хоккею на траве на летних Олимпийских играх в Амстердаме и завоевал бронзовую медаль. Играл на позиции защитника, провёл 1 матч, мячей не забивал.
В 1925—1928 годах провёл 4 матча за сборную Германии.
Умер 1 сентября 1972 года в Гейдельберге.